# Meridiani Planum
Meridiani Planum oder Terra Meridiani (die mittlere Ebene) ist eine ausgedehnte Hochebene (Planum) auf dem Planeten Mars.
Da Meridiani Planum im Teleskop eine auffällige dunkle Struktur in Höhe des Marsäquators darstellt, wurde sie als Bezugspunkt für die Längen- und Breitengradeinteilung des Planeten gewählt. Deshalb verläuft der Nullmeridian durch Meridiani Planum.

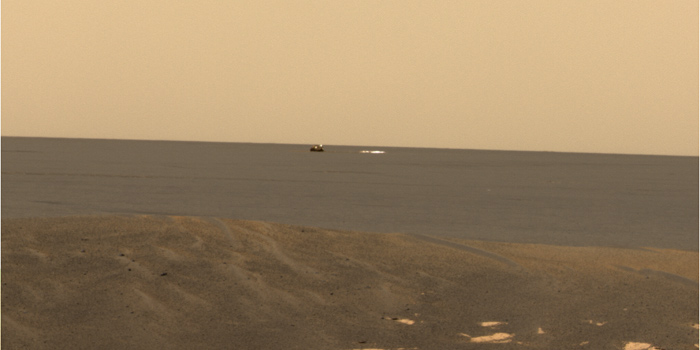
Meridiani Planum aufgenommen von Opportunity. In der Ferne sieht man die Kapsel der Landeeinheit und den Fallschirm.

Bei spektroskopischen Untersuchungen aus dem Marsorbit wurden in der Ebene Vorkommen des Minerals Hämatit gefunden. Man wählte sie daher als Landeplatz für eine Marsmission aus. Hämatit bildet sich auf der Erde in heißen Quellen oder stehenden Gewässern aus. Daneben finden sich in Meridiani Planum vulkanische Basalte und  Impaktkrater.
Am 25. Januar 2004 landete die Raumsonde Opportunity in einem kleineren Krater (Eagle-Krater) im Meridiani Planum. Im Gebiet der Landestelle sind Sedimentstrukturen sichtbar. Stark vergrößerte Aufnahmen zeigen mineralische Konkretionen von Hämatit sowie Hohlräume in Gesteinen, die offensichtlich durch flüssiges Wasser gebildet wurden. Die Gesteine sind reich an Magnesiumsulfaten und anderen Sulfaten, wie Jarosit.
Die bisherigen Ergebnisse der Opportunity-Mission weisen darauf hin, dass im Gebiet von Meridiani Planum in der Vergangenheit über längere Zeiträume flüssiges Wasser vorhanden war.
Am 19. Oktober 2016 landete der europäisch-russische Schiaparelli-Lander im Planum. Der Lander gehört zum ExoMars-Projekt der europäischen Weltraumagentur ESA und der russischen Raumfahrtbehörde Roskosmos zur Erkundung des Mars. Die Ebene ist von besonderem Interesse für Wissenschaftler, da sie Hämatite enthält – ein Eisenoxid, das auf der Erde fast ausschließlich in Umgebungen mit flüssigem Wasser entsteht.

## Geologie der Meridiani-Ebene

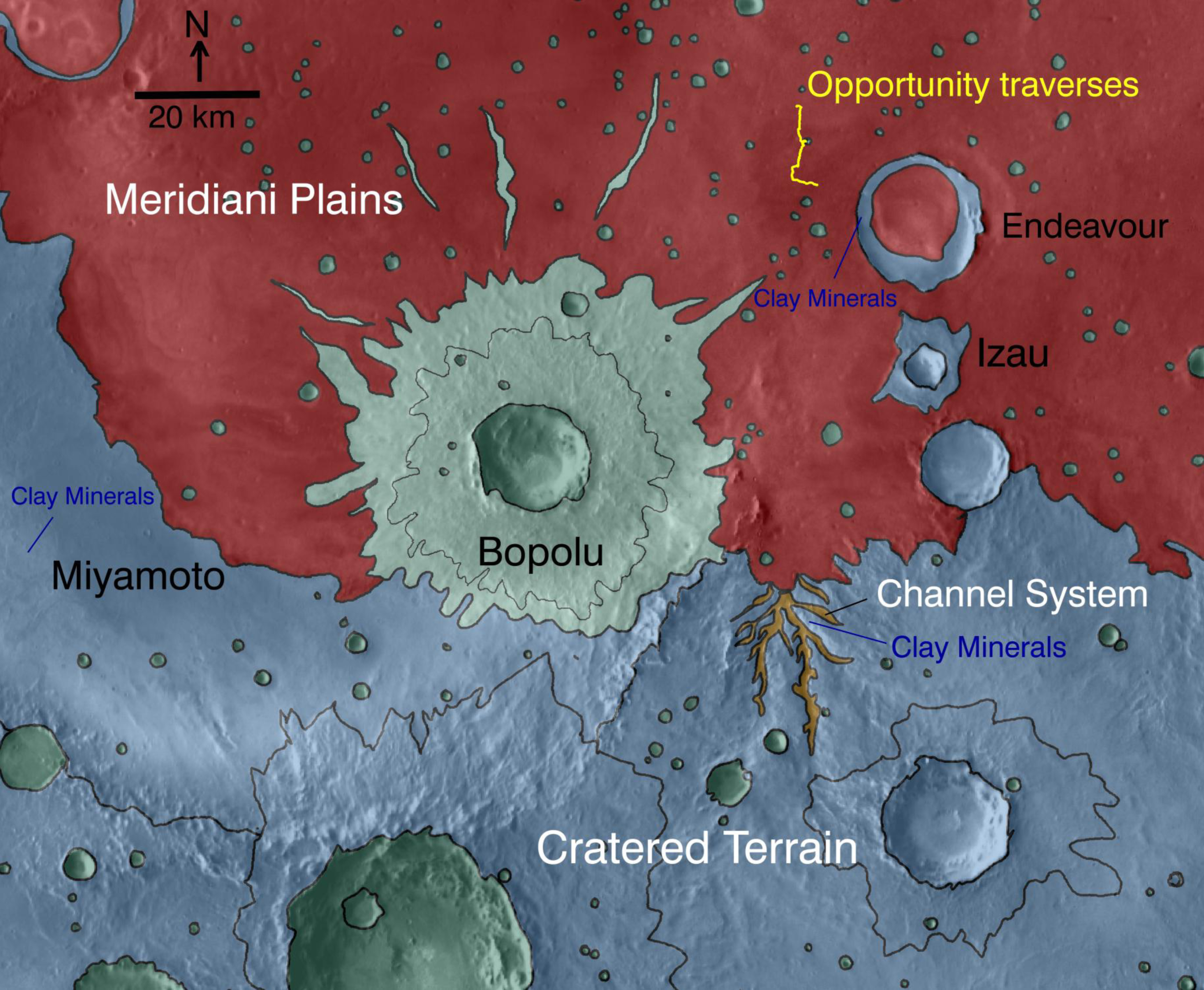
Geologie der Meridiani-Ebene (NASA)

Diese Karte zeigt die geologische Strukturen in der Region der Meridiani-Ebene, die vom Marsrover Opportunity seit 2004 erforscht wurde.
Die südliche hier blauschattierte Region ist eine alte und verkraterte Landschaft. Die nördliche Region ist überlagert durch jüngere Sedimente der Meridiani Ebene, nur durchbrochen vom noch jüngeren Bopolu-Einschlagskrater.
Um den Krater Endeavour herum kommt ebenfalls  alter und verkraterter Boden zum Vorschein. Beobachtungen aus dem Marsorbit haben dort und an zwei weiteren Orten Schichtsilikate entdeckt. Das Vorkommen dieser Silikate wird mit dem ehemaligen Vorhandensein von Wasser in Beziehung gesetzt.